# Apinagia batrachifolia
Apinagia batrachifolia là một loài thực vật có hoa trong họ Podostemaceae. Loài này được (Mildbr.) P.Royen mô tả khoa học đầu tiên năm 1951.